# Stanisław Niemira z Niemirowa
Stanisław Niemira z Niemirowa herbu Gozdawa – chorąży mielnicki w 1694 roku, podczaszy lubelski w latach 1667–1678, dworzanin pokojowy Jego Królewskiej Mości w 1669 roku.
Poseł na sejm 1683 roku, poseł sejmiku mielnickiego na sejm zwyczajny 1688 roku, sejm nadzwyczajny 1688/1689 roku, sejm 1695 roku.
Był elektorem Michała Korybuta Wiśniowieckiego z ziemi bielskiej w 1669 roku. W 1674 roku był elektorem Jana III Sobieskiego z ziemi bielskiej, jako deputat podpisał jego pacta conventa.